# 马耳他议会
马耳他國会是马耳他的国家立法机关，实行一院制。根據《马耳他宪法》规定，议会由总统和众议院组成，总理及所有政府首長都必须為眾議員，任期5年。
1921年至1933年間，馬爾他國會曾實施兩院制，由參議院和眾議院組成。

## 外部連結
- 馬爾他議會 美國國會圖書館的存檔，存档日期2011-09-10（马耳他文）